# Вдоль по улице метелица метёт
«Вдоль по улице метелица метёт» — русский романс Александра Варламова на стихи Дмитрия Глебова, известный с 1840-х годов.
В собрании Львова-Прача в 1790 году опубликована городская лирическая песня «Скучно, матушка, весной мне жить одной». В 1817 году Д. П. Глебов в схожем стиле написал своё стихотворение «Скучно матушка мне сердцем жить одной…». В 1842 году эти стихи были положены на музыку А. Е. Варламовым, после чего песня стала известна под названием «Вдоль по улице метелица метёт…».
В дальнейшем песня бытовала в различных вариантах, далеко разошедшихся с версией Глебова.
Известна в исполнении Сергея Лемешева, Анны Герман и других.
Первый куплет:

Вдоль по улице метелица метет,

За метелицей мой миленький идет.

Ты постой, постой, красавица моя,

Дозволь наглядеться, радость, на тебя.

## Экранизации
- Русские напевы — мультфильм-экранизация двух народных песен, в том числе и «Метелица».